# 荒井克弘

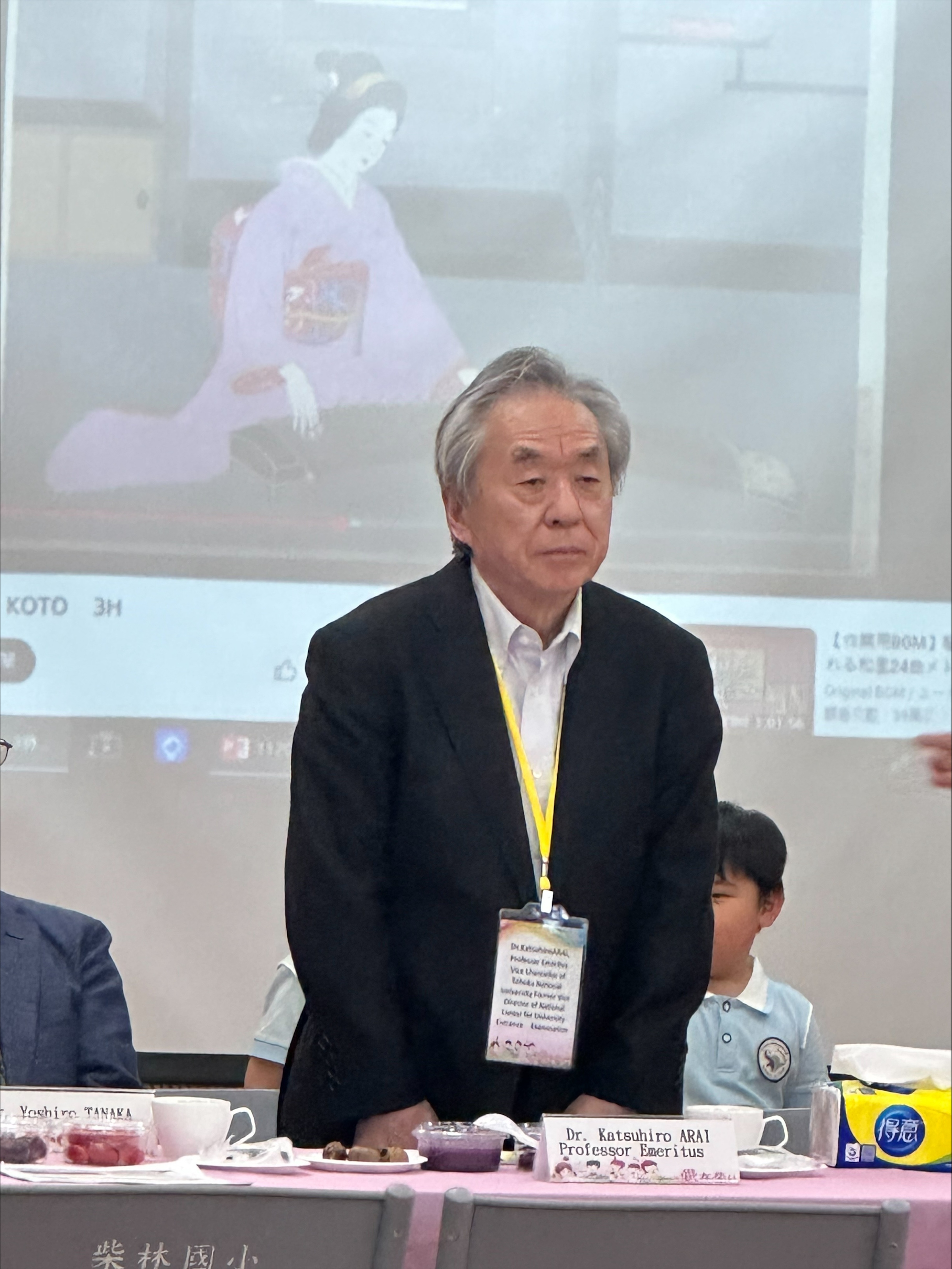
台湾の小学校視察 （2023）Sandra Cheng　撮影

荒井 克弘（あらい かつひろ、1947年9月28日 - ）は、日本の教育学者。東北大学名誉教授、独立行政法人大学入試センター名誉教授。東京都出身。　　

## 学歴
東京工業大学在学中に、後の文部大臣となる永井道雄に強く影響を受け、社会工学分野を志すようになる。息子の名前に永井道雄氏から「道」をとって、「弘道」と命名。
- 東京工業大学工学部高分子工学科卒業 (1971)
- 東京工業大学大学院理工学研究科修士課程修了 (1973)
- 東京工業大学博士課程修了、工学博士 (1978)

## 職歴
- 1986年 - 1993年 ： 国立教育研究所(現、国立教育政策研究所)教育政策研究部 教育計画研究室長
- 1993年 - 1997年 ： 広島大学大学教育研究センター教授（1996-97広島大学 大学教育研究センター教授・大学入試センター教授（併））
- 1996年 - 2000年 ： 大学入試センター研究開発部教授（東京工業大学社会理工学研究科教授（併））
- 2000年 - 2009年 ： 東北大学大学院教育学研究科教授
  1. 東北大学教育学部学部長・大学院教育学研究科研究科長（2005年4月1日 - 2007年3月31日）
  2. 東北大学教務担当副学長（2006年11月6日 - 2008年3月31日）
  3. 東北大学 高等教育開発推進センター長（兼）（2007年4月1日 - 2008年3月31日）
- 東北大学名誉教授（2009年4月1日-現在）
- 独立行政法人大学入試センター教授、試験・研究副統括官（2009年4月1日 - 2012年3月31日）
- 独立行政法人大学入試センター教授、入学者選抜研究機構長（2010年4月1日 - 2012年3月31日）試験・研究副統括官(兼）
- 独立行政法人大学入試センター副所長／試験・研究統括官／教授（2012年4月 - 2015年3月）
- 独立行政法人大学入試センター名誉教授(2015年4月1日)
- 独立行政法人大学入試センター特任教授(2015年4月1日)

## 専門
高等教育研究、教育計画論

## 主要業績
- 1990 矢野眞和と共編著『生涯学習化社会の教育計画』教育開発研究所
- 1995 編著『大学のリメディアル教育』広島大学・大学教育研究センター
- 2000 編著『学生は高校で何を学んでくるのか』大学入試センター
- 2002 藤井光昭・柳井晴夫と共編著『大学入試における総合試験の国際比較』多賀出版
- 2005 橋本昭彦と共編著『高校と大学の接続―入試選抜から教育接続へ―』玉川大学出版部
- 2006 編『学校法人の研究』科研費報告書
- 2008 編『中等学校法人による大学設置の研究』科研費報告書
- 2008 倉元直樹と共編著『全国学力調査　日米比較』金子書房
- 2009 「大学の管理運営の現場の視点から」日本教育行政学会研究推進委員会編　『学校と大学のガバナンス改革』 教育開発研究所 210-223頁
- 2010 「高等学校学習指導要領VS大学入試」『高等教育ライブラリ　4』東北大学高等教育開発推進センターNo.80, 7-37頁
- 2011 「5-3 迷走する大学院教育」『新通史　日本の科学技術　世紀の転換期の社会史　1995年～2011年』第3巻，原書房
- 2011 「高大接続の日本的構造」高等教育研究第14集　日本高等教育学会編2011　『高大接続の現在』7-21頁
- 2011 「複雑化する高等教育改革」『教育制度学研究第18号』日本教育制度学会編
- 2013 『多様化』から『開放』へ、大学入試の変遷と今後の展望　『月刊高校教育』2013.1月号　34-37頁
- 2013 「大学入試の変容と課題」『IDE現代の高等教育』No.550,　4-10頁
- 2014 「大学入試の可能性」『IDE現代の高等教育』12月号
- 2016 「高大接続の日本問題」比較教育学研究 53
- 2018 「高大接続改革・再考」名古屋高等教育研究 第18号
- 2018 「検証迷走する英語入試」『高大接続改革の迷走』（南風原朝和編著）89-105頁　岩波書店
- 2020 「大学入学共通テストの現在」特集『迷走する教育』現代思想No.4，30-50頁　青土社
- 2020 「高大接続改革の矛盾」特集『大学入試のあり方を問い直す』科学No.4，0311－0312頁　岩波書店
- 2020 「大学入試がわかる本」（中村高康編）249-272頁「5 高大接続改革の現在」　岩波書店
- 2023 「カリフォルニア州高等教育マスタープラン」の歴史　玉川大学出版部 John Aubrey Douglass, The Califorinia Idea and American Higher Education :1850 to the 1960 Master Plan
- 2024  『カリフォルニア州高等教育マスタープラン』Book Review『IDE現代の高等教育』1月号

## 学会及び社会的活動
- 日本高等教育学会 理事・会長（2期）[2]
- 日本教育社会学会（会員）
- 大学史研究会（会員）
- IDE（個人会員）

## 受賞歴
- 日本テスト学会賞（2020 第14回）　日本テスト学会